# پادشاهی هانتاوادی
پادشاهی هانتاوادی (برمه‌ای: ဟံသာဝတီ နေပြည်တော်) مملکتی بود که از سال ۱۲۸۷ تا ۱۵۳۹ و از ۱۵۵۰ تا ۱۵۵۲ جنوب برمه (میانمار) را تحت سلطه خود داشت. این پادشاهی مون‌زبان پس از فروپاشی پادشاهی پاگان در سال ۱۲۸۷ توسط شاه واررو بنیاد شد.
پادشاهی هانتاوادی اسماً جزئی از سلطنت سوخوتای و سلسله یوان مغول بود. پادشاهی هانتاوادی در سال ۱۳۳۰ رسماً از سوخوتای مستقل شد اما به شکل یک اتحادیه سست از سه مرکز قدرت منطقه‌ای بزرگ باقی ماند: دلتای ایراوادی، باگو و موتاما. 
پادشاهان آن سلطه کمی بر والیان خود داشتند. موتاما از سال ۱۳۶۳ تا ۱۳۸۸ سر به شورش گذاشت.